# قوائم المانغا

كلمة "مانغا" مكتوبة باللغة اليابانية (كانجي).

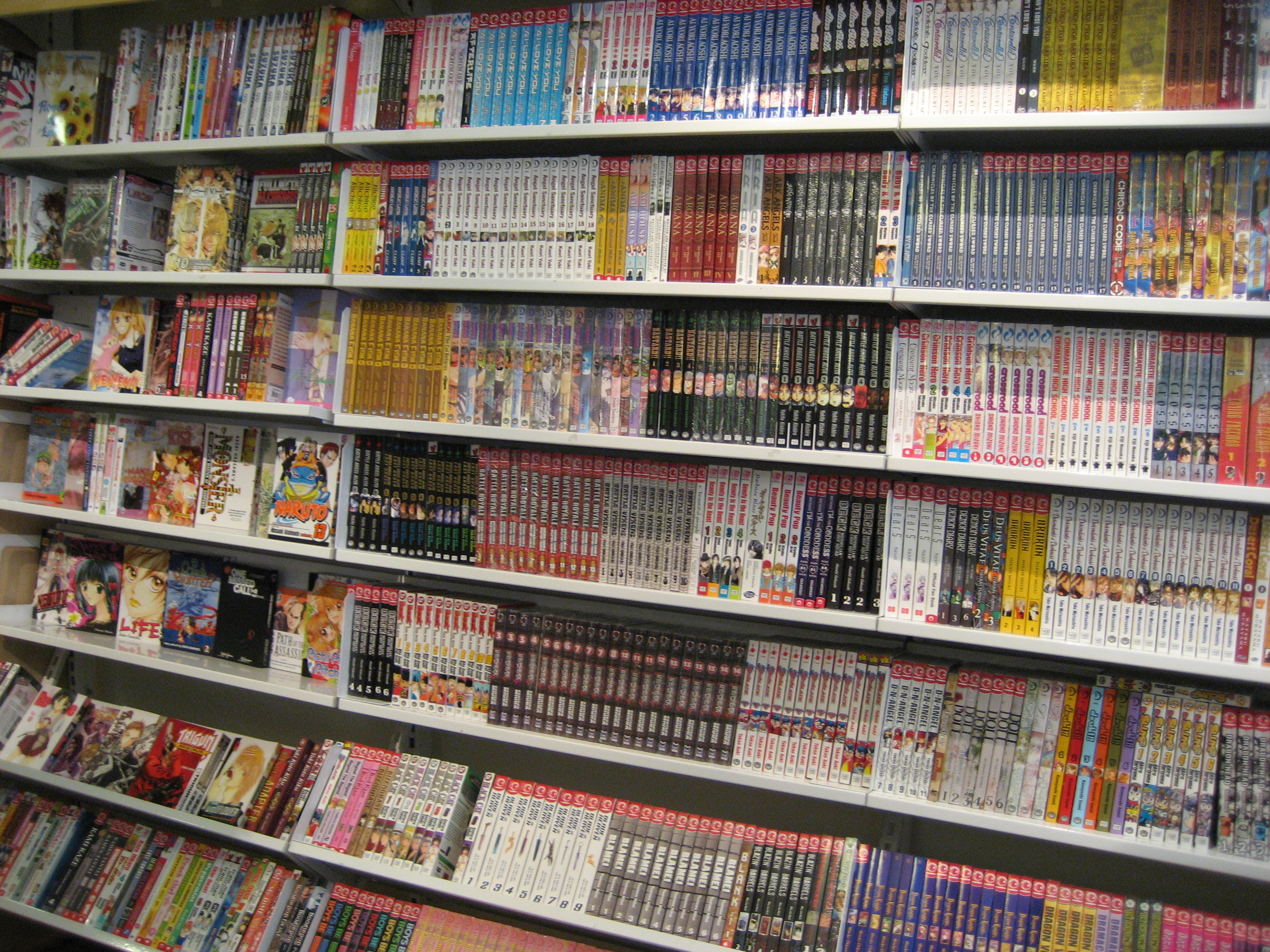
مجموعة كبيرة من كتب المانغا على رفوف المكتبة

مانغا (بلغة الكانجي اليابانية 漫画؛ بالهيراغانا まんが؛ بالكاتاكانا マンガ) هي اللفظ الذي يطلقه اليابانيون على القصص المصورة، ويستخدم خارج اليابان للدلالة على القصص المصورة التي أنتجت في اليابان، أو القصص المصورة التي رسمت بنمط مشابه للنمط الياباني. وقد يستعمل هذا اللفظ للإشارة إلى الصناعة المتعلقة بهذا الفن وكذا إلى الوسائل الإعلامية التي ينتشر عبرها (دوريات، مجلات، إلخ).
تعتبر المانغا ظاهرة اجتماعية في اليابان، تعالج كل المواضيع تقريباً (الرومانسية، المغامرات، الخيال العلمي) كما تتوجه إلى كل شرائح المجتمع على السواء. وتعد من أنجح التجارب في مجال القصص المصورة على الصعيد العالمي، إذ أن عائدات المانغا الأسبوعية في اليابان، تعادل العائدات السنوية لصناعة القصص المصورة الأميركية، وذلك لكثرة الإقبال عليها.
غزت المانغا المجتمعات الغربية في بداية الثمانينيات، مع موجة اقتحام الأنمي (الرسوم المتحركة اليابانية) لشاشات التلفزيون الأوروبية. لاقت هذه رواجاً كبيراً في أوساط الشباب على الخصوص.

## عناوين قوائم المانغا
- قائمة المانغا الأفضل مبيعا
- قائمة المانغا المرخصة بالإنجليزية
- قائمة سلاسل المانغا حسب عدد المجلدات

## قوائم صانعو المانغا
- قائمة رسامي المانغا
- قائمة ناشري المانغا
- قائمة موزعي المانغا